# Jojitsu
L'école Jojitsu (成実宗, jôjitsushû) est une des Six écoles de la Capitale du Sud de Nara.
Originaire de Chine, où elle est appelée Chengshizong, elle a été fondée au Japon par le religieux coréen Ekan et s'appuie sur l'étude du Satyasiddhiśāstra (« Traité de l'établissement de la vérité ») — en japonais Jōjitsuron (成実論, « Traité sur la construction du réel ») — rédigé par Harivarman, un philosophe indien, au début du IVe siècle, . Il s'agit d'une branche annexe du Sanron qui déclina rapidement.